# Ömlesztett sajt

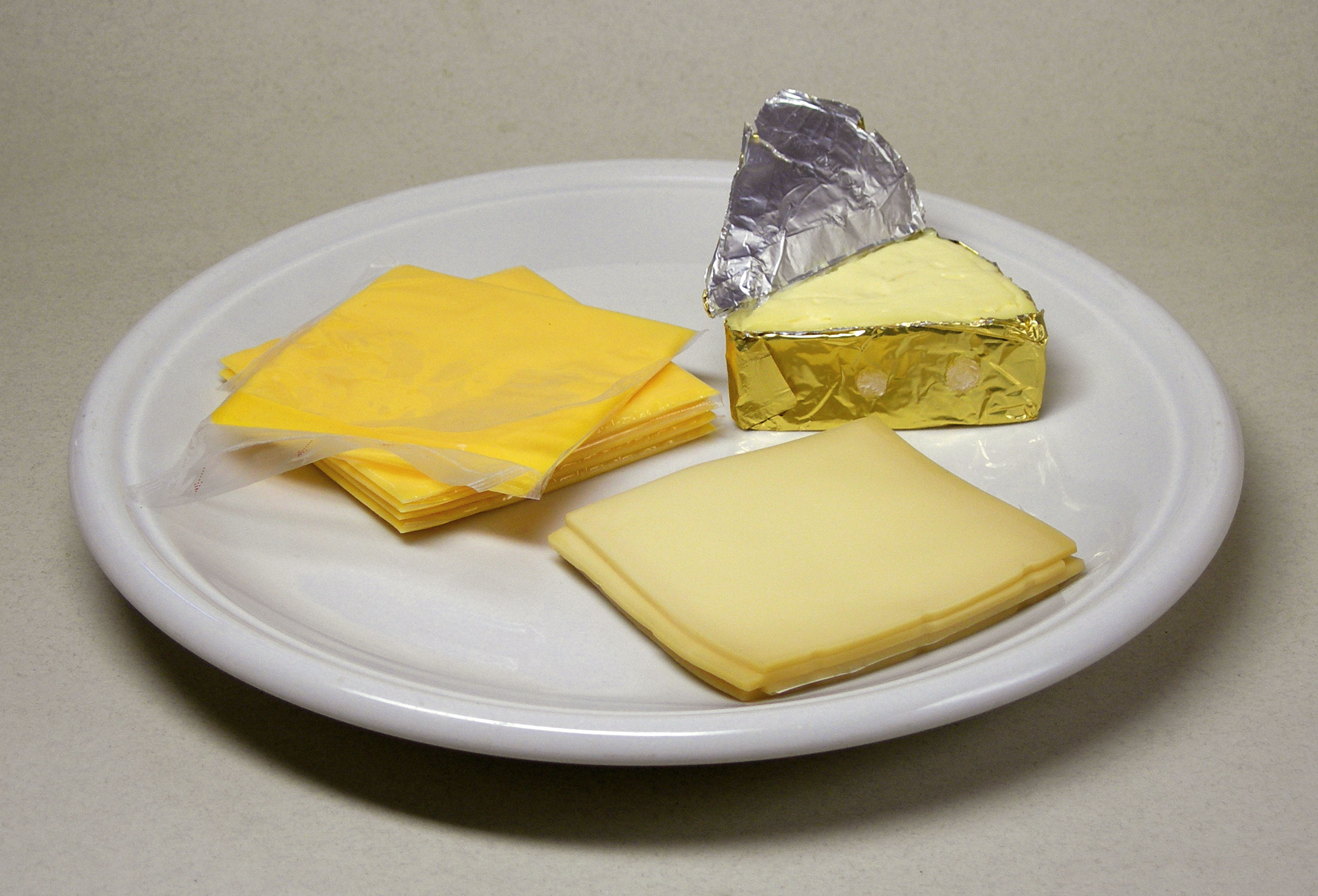
Különböző csomagolású ömlesztett sajtok

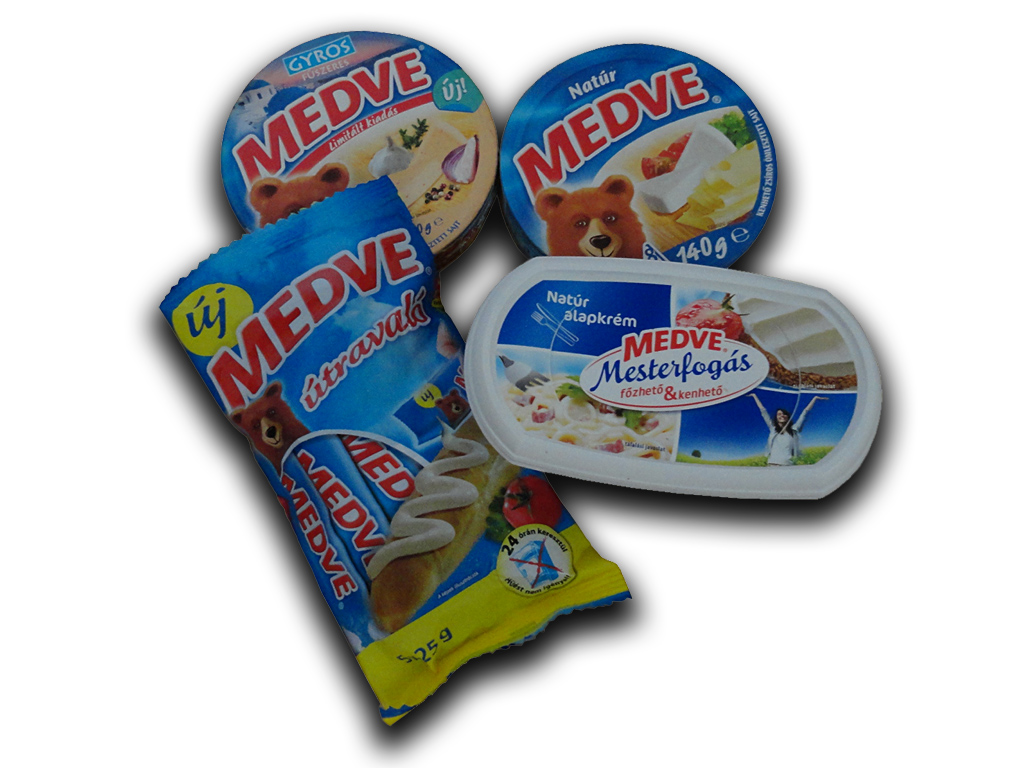
Medve ömlesztett sajtok

Az ömlesztett sajt sajtból, vízből, zsírból, emulgeálószerekből hőkezeléssel (ömlesztéssel) készített élelmiszer. Állaga lehet vágható vagy kenhető; forgalmazhatják tégelyben, tömlőben, hasáb alakú adagokban („kockasajt”), vagy szeletenként csomagolva (ez főleg Amerikában népszerű, ahol hamburgerbe teszik). Eredetileg azért fejlesztették ki, hogy a sajt eltarthatósági idejét növeljék.

## Meghatározása, fajtái
A Magyar Élelmiszerkönyv meghatározása szerint az ömlesztett sajt olyan élelmiszer, „amelyet sajt(ok)ból, a víz és a zsírbeállításhoz szükséges tejzsír és egyéb tejtermékek hozzáadásával, ömlesztéssel állítanak elő. Ez utóbbiak mennyisége legfeljebb annyi lehet, hogy a végtermékben a tejcukor mennyisége ne haladja meg az 5%-ot (m/m).” Az ömlesztett sajthoz ízesítőanyagok is adhatóak, cukor kivételével.
A megnevezett sajtféleségű ömlesztett sajt (például „ementális ömlesztett sajt”) olyan élelmiszer, melyben „a megnevezett sajtféleség(ek) mennyisége a sajthányad legalább 75% (m/m)-a”. Az ömlesztett sajttal szemben a megnevezett sajtféleségű ömlesztett sajt nem tartalmazhat hozzáadott tejet, tejport, savószármazékokat, kazeinátokat.
Az ömlesztett sajtkészítmény (például ömlesztett sajtkrém) esetén a sajtmennyiség legalább 51% (m/m), a tejcukor mennyiségét nem korlátozzák.
Szárazanyag-tartalmától függően a termék lehet vágható vagy kenhető, zsírtartalmától függően zsírdús, zsíros, félzsíros, zsírszegény, vagy sovány.

## Története
Már 1911-ben is kísérleteztek ömlesztett sajt előállításával, mikor Walter Gerber és Fritz Stettler svájci sajtkészítők a melegebb éghajlatú országokba exportált sajtok tartósságát próbálták meghosszabbítani, és reszelt ementálit nátrium-citráttal vegyítve melegítettek. A módszert azonban James L. Kraft amerikai kereskedő, a Kraft Foods későbbi alapítója szabadalmaztatta 1916-ban, aki a svájciaktól függetlenül találta fel azt. A Kraft-féle sajtot kezdetben főleg az amerikai hadsereg vásárolta, a háztartásokban az 1950-es évektől kezdve terjedt el.
A termelés magyarországi meghonosítása Gratz Ottó tejgazdasági szakember és szakíró nevéhez fűződik.
Svájcban máig az ementáli az első számú alapanyag, míg Amerikában a cheddar.

## Készítése
Az aprított sajtokat összekeverik, felolvasztják, vízzel és tejzsírokkal beállítják a zsírmennyiséget. Mivel a melegítés során a sajt fehérjére és zsírra bomlik szét, emulgeálószereket adnak hozzá, hogy homogén állagú terméket nyerjenek. A kezelés eredményeként az ömlesztett sajt sokáig megőrzi ízét és állagát.

## Külső hivatkozások
- Sajtgyártás. Sapientia Erdélyi Magyar Tudományegyetem. (Hozzáférés: 2018. október 11.)
- Barátunk, a kockasajt. Origo.hu. (Hozzáférés: 2018. október 11.)